# ريكاردو سنتوريون
ريكاردو سنتوريون (بالإسبانية: Ricardo Centurión)‏ هو لاعب كرة قدم أرجنتيني في مركز نصف الجناح، ولد في 19 يناير 1993 في أفيانيدا في الأرجنتين. شارك مع منتخب الأرجنتين تحت 20 سنة لكرة القدم. أما مع النوادي، فقد لعب مع نادي جنوى ونادي راسينغ.

## وصلات خارجية
- ريكاردو سنتوريون على موقع قاعدة بيانات كرة القدم.إي يو (الإنجليزية)
- ريكاردو سنتوريون على موقع Soccerway.com (الإنجليزية)
- ريكاردو سنتوريون على موقع عالم كرة القدم.نت (الإنجليزية)
- ريكاردو سنتوريون على موقع AS.com (الإسبانية)